# Filtrazione golenale

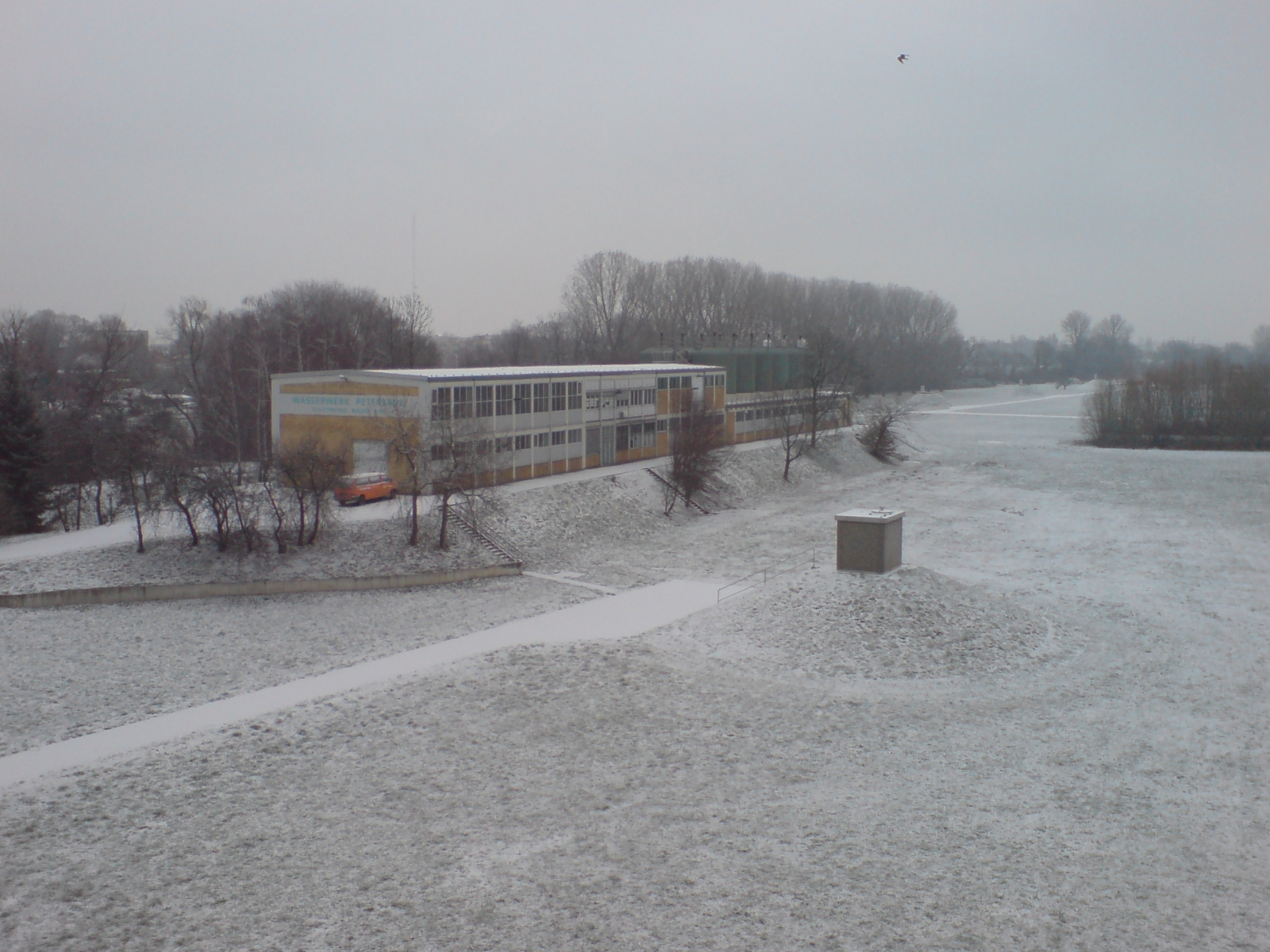
Impianto presso il Reno, a Magonza, per la filtrazione golenale di acque dal pozzo di estrazione sulla collinetta in primo piano. Il Reno è fuoricampo di varie decine di metri a destra della fotografia

La filtrazione golenale è un metodo di filtrazione naturale che consiste nel fare passare l'acqua da filtrare attraverso la sponda sabbiosa di un fiume o di un lago.
Tale metodo è utilizzato nell'ambito della potabilizzazione delle acque allo scopo di rendere l'acqua intrinsecamente stabile dal punto di vista biologico, in particolare con valori di carbonio organico assimilabile inferiori a 10 µg/L.
L'acqua da trattare proviene solitamente da pozzi di estrazione posti ad una certa distanza dal corpo d'acqua e permette di ottenere una rimozione molto spinta della sostanza organica.

## Vantaggi

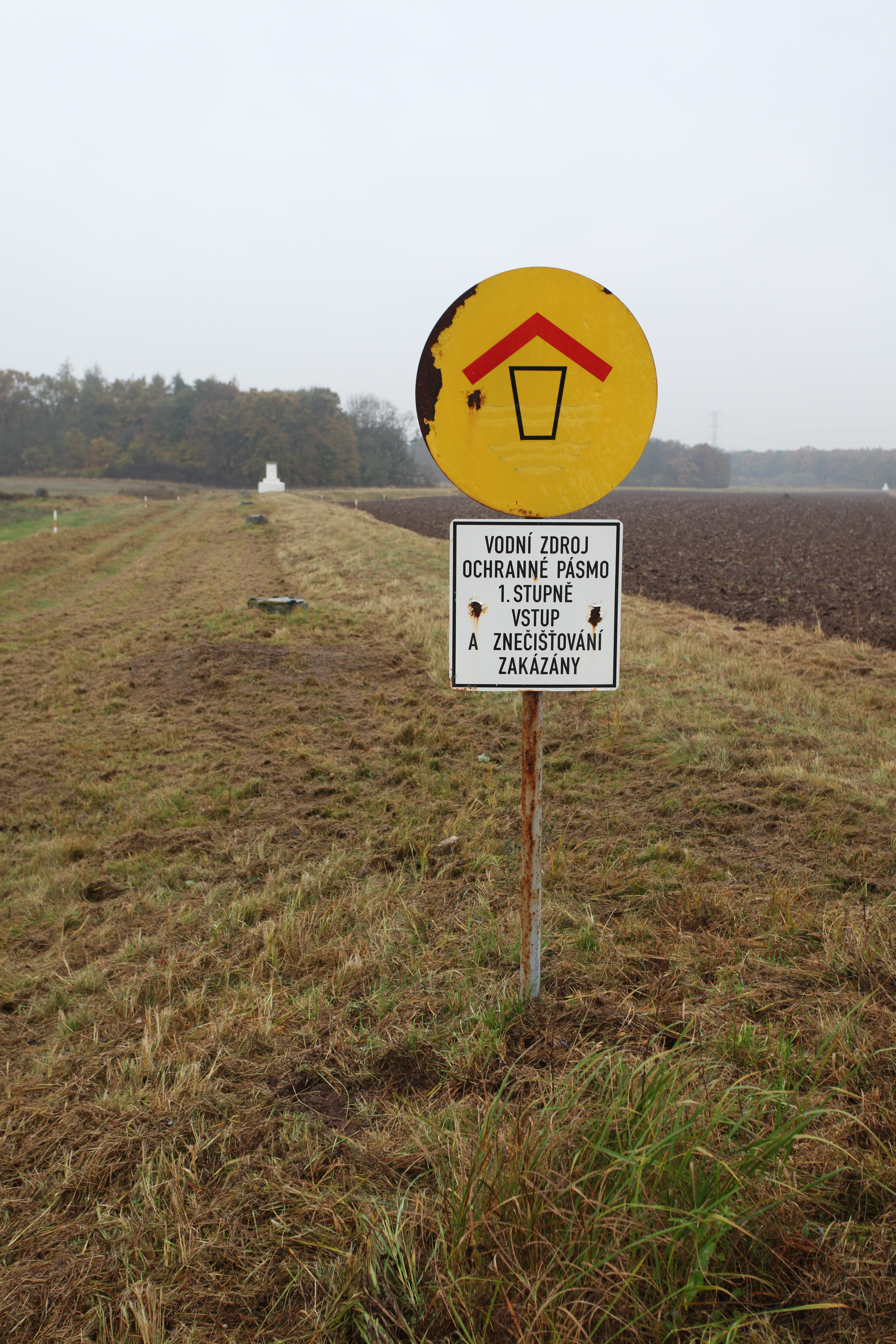
Linea di pozzi di infiltrazione (argine del fiume Jizera, Repubblica Ceca)

Tra i suoi vantaggi rispetto ad altre tecniche di filtrazione naturali dell'acqua vi è il fatto che si tratta di un processo relativamente poco complicato ma molto efficace, soprattutto per la riduzione del particolato, dei microrganismi e del carbonio organico biodegradabile (spesso è in grado di fornire direttamente acqua potabile senza ulteriori trattamenti) e per la riduzione degli interferenti endocrini; in altri casi, è un sistema abbastanza semplice per sottoporre l'acqua a un pre-trattamento all'interno di una filiera di ulteriori fasi di purificazione.
Un altro vantaggio è che esso costituisce una valida alternativa al ricorso a disinfettanti secondari, il cui uso può essere ridotto o azzerato. Per questo motivo il processo viene scelto con sempre maggior frequenza in molti paesi europei, come Paesi Bassi, Germania e Svizzera. Nonostante i vantaggi che offre, non è utilizzato in Italia, dove si preferisce ricorrere ai tradizionali processi di disinfezione chimica.